# Пьотър Троховски
Пьотър Троховски (на немски: Piotr Trochowski) е немски футболист от полски произход, роден на 22 март 1984 г. в град Тчев, Полша. Петгодишен, Троховски и семейството му емигрират в Германия и се установяват в Хамбург.

## Кариера
Кариерата си на футболист започва в юношеските състави на ШпФгг Билщет Хорн, Конкордия Хамбург и Санкт Паули.
През 1999 преминава в Байерн Мюнхен. Две години по-късно е повикан в аматьорския отбор на Байерн. През следващия сезон изиграва няколко мача за А отбора в Бундеслигата и за Купата на Германия. През месец декември 2003 вкарва първия си гол при победата с 6:0 срещу Фрайбург.
Хамбургер и Щутгарт проявяват интерес към него. След като преговорите с Щутгарт пропадат, Хамбургер го купува за 1 милион евро. Трансферът се осъществява през зимната пауза на сезон 2004/2005. В първия си мач за Хамбургер Троховски играе именно срещу Байерн. В 14-ата минута е контузен тежко от бившия си съотборник Торстен Фрингс и пропуска целия пролетен полусезон, като в края му влиза в два мача като резерва.
През сезон 2005/2006 е играчът на Хамбургер с най-много изиграни мачове. Обикновено играе зад нападателите, но отстъпва тази роля на Рафаел ван дер Ваарт, когато двамата са едновременно на терена, и заема позицията на ляв полузащитник. В началото на 2007 г. преподписва с Хамбургер до 30 юни 2011.
Контузия в бедрото попречва на Троховски да участва на Европейското първенство за младежи през 2006 в Португалия.
Троховски дебютира за националния отбор на Германия на 7 октомври 2006. През 2008 г. попада в състава на Германия за Евро 2008 в Австрия и Швейцария и става вицешампион без записан мач.

## Успехи
Национален отбор
- Сребърен медал от ЕП за младежи до 19 г. – 2002
- Сребърен медал от Евро 2008 – 2008

Байерн
- 1х Шампион на Германия: 2003
- 1х Вицешампион на Германия: 2004
- 1х Носител на Купата на Германия 2003

Хамбургер
- 1х Бронзов медал от Бундеслигата: 2006
- 2х Носител на купата УЕФА Интертото: 2005 и 2007

## Любопитно
- Любим футболист: Роналдиньо